# Lambertianin C
Lambertianin C es un elagitanino.

## Producción natural
Lambertianin C se puede encontrar en especies de Rubus cales como Rubus lambertianus, en Rubus chamaemorus y en Rubus idaeus.

## Química
Lambertianin C es trímero de casuarictina unidos por ácido sanguisorbico grupos éster entre restos de glucopiranosa.

## Efectos sobre la salud
Es una molécula responsable de la capacidad antioxidante de las frambuesas.